# رمون فارص
رمون فارص (بالعبرية: רִמֹּן פָּרֶץ‏) هي واحدة من محطات بني إسرائيل في البرية أثناء التيه، تقع بين رثمة ولبنة. وهي اسم عبري معناه "رمانة الثلمة" أو "رمانة الثغرة، ويرى أوريجانوس أن "فارص" هنا تعني "قطع" أو "شق" أما موقعها الحالي فلم يُحدد تمامًا، لكن بعض علماء الجغرافيا يظنون أنها نقب البيار على بعد نحو 25 كم (16 ميلًا) غرب جنوب الطرف الشمالي لخليج العقبة.